# 格里菲斯實驗

實驗圖解。

格里菲斯實驗（Griffith's experiment），又稱格里菲斯轉型實驗，是由弗雷德里克·格里菲斯（Frederick Griffith）在1928年利用肺炎鏈球菌與老鼠所進行的一系列生物學實驗。實驗結果顯示，細菌的遺傳訊息，會因為轉型（或稱轉化）作用而發生改變。

## 實驗與原理
此實驗是利用兩個不同的肺炎鏈球菌（可感染老鼠）品系，一種是III-S型（平滑型，有毒性），另一種是II-R型（粗糙型，無毒性）。其中III-S型具有以多糖構成的莢膜 ，可保護自身，抵抗宿主的免疫系統，進而使宿主死亡。II-R則無此構造，因此無法倖免於免疫系統的攻擊。
實驗主要分成四種不同的步驟與處理方式，如下表所示：
| 注入宿主的細菌類型   | 細菌特徵 | 宿主感染後反應 |
| -------------------- | -------- | -------------- |
| II-R（粗糙型）       | 無莢膜   | 存活           |
| III-S（平滑型）      | 有莢膜   | 死亡           |
| 死的III-S            |          | 存活           |
| 死的III-S + 活的II-R |          | 死亡           |

在其中一種處理方式中（表格的最下方），格里菲斯將來自III-S品系的細菌以高溫殺死，再將其殘骸與活的II-R品系混合。實驗結果顯示此組合可將宿主老鼠殺死，而且從這些死亡的老鼠體內，可分離出活的III-S品系與II-R品系。因此格里菲斯提出一項結論，認為II-R品系被死亡的III-S品系所含的一種轉型因子（transforming principle）所「轉型」成為具有致命性的III-S。後來其他人的研究顯示，這種轉型因子是III-S的DNA（由奧斯瓦爾德·埃弗里發現）。雖然III-S已經死亡，但是DNA在加熱過程中仍然能夠保存，因此當III-S殘骸與活體II-R混合在一起時，II-R便接收了源自III-S的DNA，進而獲得能夠生成多糖莢膜的基因，使宿主的免疫系統無法殺死，造成宿主的死亡。

## 外部連結
- 格里非斯[永久]